# Hydrobius
Genre
Hydrobius est un genre d'insectes de l'ordre des coléoptères, de la famille des Hydrophilidae, de la sous-famille des Hydrophilinae. Ce genre peuple les eaux douces calmes ou à faible courant.

## Liste des espèces
Selon BioLib (19 décembre 2022) :
- Hydrobius arcticus Kuwert, 1890
- Hydrobius convexus Brullé, 1835
- Hydrobius fuscipes (Linnaeus, 1758)
- Hydrobius nauckhoffi Heer, 1870
- Hydrobius pauper Sharp, 1884
- Hydrobius pui Jia & Feng-Long, 1995
- Hydrobius punctistriatus Jia & Feng-Long, 1995
- Hydrobius rottenbergii Gerhardt, 1872
- Hydrobius subrotundus Stephens, 1829

Selon Fauna Europaea (19 décembre 2022) :
- Hydrobius arcticus Kuwert, 1890
- Hydrobius convexus Brullé, 1835
- Hydrobius fuscipes (Linnaeus, 1758)

Selon ITIS (7 février 2015) :
- Hydrobius fuscipes (Linnaeus, 1758)
- Hydrobius melaenus (Germar, 1824)
- Hydrobius tumidus LeConte, 1855